# Zdeněk Koubek
Zdeněk Koubek (Paskov, 8 de diciembre de 1913-Praga, 12 de junio de 1986) fue una persona profesional del atletismo de pista de Checoslovaquia. Ganó dos medallas en los Juegos Mundiales Femeninos de 1934 y varios títulos nacionales en carrera de 100 a 800 m, salto de longitud y salto de altura, y estableció algunos récords mundiales en pruebas de carrera. Aunque compitió en categorías femeninas, se le reconoció como persona intersexual en 1935. Se retiró del atletismo y se sometió a una afirmación de género. Koubek es una de las primeras personas intersexuales registradas en competiciones de atletismo a nivel internacional.

## Biografía
Koubek nació en Paskov, en una familia de ocho hermanos. Nació sin genitales masculinos, por lo que fue criada como mujer. Poco después de su nacimiento, la familia se mudó a Brno, donde terminó la escuela y comenzó a entrenar atletismo. Koubek continuó su educación y formación en Praga.
En 1934, ganó cinco títulos nacionales, en 100 m, 200 m y 800 m de carrera, salto de altura y salto de longitud. El 14 de junio de 1934 estableció su primer récord mundial, en los 800 m con 2:16,4. Su siguiente récord mundial llegó en el relevo combinado (2×100 m, 200 m y 800 m), con 3:14,4. Más tarde, en agosto, Koubek ganó la prueba de 800 m en los Juegos Mundiales Femeninos de 1934, con un tiempo récord mundial de 2:12,4, y terminó tercero en salto de longitud con un récord nacional de 5,70 m.
Según su diario, a pesar de haber sido criada como mujer empezó a sentirse cada vez más como un hombre. En 1935, Koubek se retiró de las competiciones y se sometió a una serie de exámenes médicos. Los médicos diagnosticaron que era una persona intersexual con características sexuales predominantemente masculinas. Al año siguiente se sometió a una cirugía genital y su nombre cambió oficialmente a Zdeněk Koubek. Abandonó el atletismo y una posible carrera como entrenador, y sólo después de la Segunda Guerra Mundial se unió al equipo de su hermano Jaroslav y jugó al rugby en un club local. Sus récords en atletismo femenino fueron cancelados y devolvió todas sus medallas y premios.
Koubek viajó a Nueva York y París, donde habló de su historia y practicó atletismo en cabarets. Regresó a Checoslovaquia, se casó y trabajó como empleado en Škoda Works. Koubek pasó sus últimos años viviendo con su esposa en Praga, donde murió a los 72 años. 
Una novela de 1935 Zdenin světový rekord (El récord mundial de Zdena) de Lída Merlínová se basa en sus primeros años de vida y su carrera. El libro Los otros olímpicos. Fascismo, queerness y la creación de los deportes modernos (2024), publicado en Macmillan por el periodista Michael Waters, profundiza en la historia de Koubek y otros primeros atletas olímpicos trans, intersexuales y no conformes con su género, poniéndolos en relación con los Juegos Olímpicos de verano de 1936 y la burocratización y catalogación del género en el deporte.